# Jenni Byrne
Jenni Byrne es asesora política del Partido Conservador de Canadá y exasesora del primer ministro Stephen Harper. Una vez se la llamó "la mujer más poderosa de Ottawa"[¿quién?] y "la otra mujer" detrás del primer ministro Harper.[¿quién?] También se desempeñó como secretaria principal de Doug Ford.

## Vida personal
Byrne nació en 1977 en Fenelon Falls, Ontario. Su madre era maestra y murió en 2010 a la edad de 58 años.[cita requerida] Su padre es un carpintero que se unió al Partido Reformista de Canadá en la década de 1990 para protestar contra el registro de armas largas del  Partido Liberal de Canadá. Su hermana, Jerra Kosick (de soltera Byrne), también está involucrada con el Partido Conservador de Canadá, y más recientemente se desempeñó como jefa de gabinete de la ministra Michelle Rempel.
Byrne no está casada y no tiene hijos.
Byrne era estudiante de enfermería en el Georgian College, pero no se graduó. Más tarde asistió a la Universidad de Ottawa, donde organizó clubes universitarios para el Partido Reformista y no se graduó.[cita requerida]
Byrne se involucró en la política a los 16 años, cuando se unió al Partido Reformista. El padre de Byrne, Jerry, se había unido al mismo partido para protestar contra el registro de armas largas del Partido Liberal. Con el tiempo se convirtió en la presidenta del Reform Party Club de estudiantes de la Universidad de Ottawa. En una entrevista con los medios, Byrne citó sus preocupaciones sobre la reducción de la deuda y los recortes de impuestos y cómo eran más importantes para su generación que para la generación de sus padres: "Es genial para ellos decir que no corten aquí o allá, pero ganaron".
Ser los afectados por (la deuda). Están en sus 40 y probablemente todavía se beneficiarán de los programas del gobierno. Pero Canadá parece un lugar sombrío para mí cuando tenga su edad".

## Vida política
En 2009, se convirtió en Directora de Operaciones Políticas del Partido Conservador tras el nombramiento de Doug Finley al Senado de Canadá.
Byrne fue subdirectora de campaña nacional en las elecciones federales de 2006, 2008 y 2011, bajo el mando de Doug Finley. Entre las elecciones, Byrne ocupó varios puestos en la Oficina del Primer Ministro, incluido el de asesor del Jefe de Gabinete Ian Brodie y el director de Gestión de Asuntos, y en la sede del Partido Conservador.
En la campaña de 2011 fue ascendida a directora de campaña nacional debido a la mala salud de Doug Finley. Se desempeñó como directora de campaña de la máquina diseñada y en gran parte todavía dirigida por Finley, lo que le quitó la presión para permitirle seguir el tratamiento del cáncer. Las responsabilidades de Byrne eran supervisar las operaciones diarias de la campaña de Finley.
En agosto de 2013, Byrne dejó su trabajo como directora conservadora de operaciones políticas y regresó a la oficina del primer ministro Stephen Harper como codirectora adjunta de personal.
En octubre de 2014, el Partido Conservador anunció que Byrne lideraría la campaña en la 42.ª elección federal canadiense. Poco antes de las elecciones, se informó que Byrne abandonó la oficina de campaña del Partido Conservador en Ottawa y regresó a Calgary. El gobierno conservador perdió el poder ante los liberales, que ganaron la mayoría de los escaños. Después de las elecciones, varios conservadores culparon a Byrne por su papel en la derrota del partido y criticaron su estilo de gestión.
Byrne se desempeñó inicialmente como secretaria principal de Doug Ford, pero luego aceptó un nombramiento de patrocinio de 2 años para la junta de energía de Ontario. Desde entonces ha dejado este puesto antes de que finalice su mandato.